# 志村&所の戦うお正月
『志村&所の戦うお正月』（しむらアンドところのたたかうおしょうがつ）は、テレビ朝日と朝日放送テレビの共同制作で1999年1月1日から2020年1月1日までテレビ朝日系列で毎年元日に放送されていたバラエティ番組。志村けんと所ジョージの冠番組である。愛称は『戦うお正月』。ステレオ放送、文字多重放送。

## 概要
1999年1月1日にスタート。毎年元日の12時 - 16時30分に放送されている（2003年までは13時30分開始・17時25分終了、2004年から2010年は13時開始・17時25分終了、2018年は12時開始・16時終了・2019年は16時15分終了）。制作担当と営業担当をテレビ朝日・朝日放送テレビが共同で行い、番組送出はテレビ朝日が行っている（なお、16時（2019年は16時15分） - 17時30分は「芸能人格付けチェック」第一部・芸人予選会を放送している）。
1995年から1998年の4年間、この枠はだいたいがテレビ朝日のスタジオからの生放送番組（ときおり大阪からの中継をはさむ）であったが、一部の出演者は『初詣!爆笑ヒットパレード』『平成あっぱれテレビ』に出演している上でブッキング調整が難しく、視聴率も芳しくなかったため（後述）、企画を当番組に変更したものである。
志村けん率いる“志村組”と所ジョージ率いる“TEAM所”に分かれて、芸能人がゲームで対決したVTRを見ながらどちらが勝つかを予想し、正解すると豪華なおせち料理などが食べられるという単純な構成の番組である。2013年のみ豪華おせち料理から豪華食材に代わるが予想を当てた後に食べるのではなく、ラストの「大福ロシアンルーレット」で勝ったチームが、負けたチームのキープした食材を総取りし豪華鍋料理を堪能できる形となった。尚、自身がゲームで対決した場合、既に勝敗結果を知っているため、×が描かれたマスクを装着し、予想に参加出来ない。引き分けになった場合は志村・所を除くメンバーが食べられる。
2018年には番組20年・平成30年を記念して平成時代を中心とした歴史を振り返るクイズ企画を中心とした構成にリニューアルされ、志村・所各チームで正解数を競う形で進行し翌年以降にも踏襲された。

## 番組の終焉とその後
2020年3月29日に志村が逝去したことで、2020年1月1日の放送をもって21年の歴史に幕を降ろした。翌年の2021年、当番組末期の内容を引き継ぎ、後継特番『おしょうバズTV』として放送されることとなった。また、所も同番組に続役する。また、2022年からは本番組→『おしょうバズTV』と同様の企画を取り扱う『ニンチド調査ショー』が放送されている。

## 「戦うお正月」以前の正月番組

### 1994年以前の番組
- 1990年 - 1994年は12時 - 14時55分にビートたけしをメインとしたスポーツ対決もの（1994年のみ「新春演芸スペシャル!2001年お笑い大博覧会」を放送）を、15時2分 - 17時45分に『ネイチァリングスペシャル』を放送していた。

- 1989年まではテレビ朝日制作の平日正午のワイド番組（「アフタヌーンショー」-「欽ちゃんのどこまで笑うの!?」）を3が日であっても、通常通り放送していた。

### 1995年以後の番組
1995年以後になると、テレビ朝日と朝日放送の共同制作となり、何れもテレビ朝日のスタジオをメインに生放送し1995年以降のこの枠にはそれぞれ久本雅美が司会を務めていた。
- 1995年・1996年 - 『総額1000万円争奪!!新春超ジャンボお年玉大放出テレビ』『恒例年賀ハガキが金になるドバッと3500万円!!嵐の現ナマ大放出テレビ』

内容は共に、タレントたちがゲームを行い、番組で発表する番号が書いた年賀葉書がある視聴者全員に賞金を山分けするものだった。何れも司会に島田紳助と久本雅美で、1996年にはSMAPが登場したが、コンサート出演のためスタジオには登場せず、VTRでの出演となった。
- 1997年 - 『世界で1つ!夢の超豪華スター（秘）お年玉ナマ放送TV!!』（12時 - 17時45分）

内容はこれまでの年賀葉書の宝くじ形式から変更され、超豪華スターからの豪華なお年玉や車をゲームを予想し的中した視聴者にプレゼントするものだった。司会に堺正章、久本雅美、楠田枝里子
- 1998年 - 『テレビ史上初の祭典!全国高校生文化祭グランプリ'98』（12時 - 17時45分）

この回は、例年のテレビ朝日のスタジオから幕張メッセに場所を移しての生放送であった。全国から選ばれた高校生が考えた企画や、この日のために練習の成果を見せるかくし芸を披露し、審査員に審査し各賞を渡す内容だった。司会は三宅裕司、久本雅美。

## 主な企画

### 1999年 - 2017年
- ペーパードライバー対決

この番組の名物企画の一つ。メルセデス・ベンツやポルシェなどの高級外国車を使用し、指定された全てのチェックポイントを先に攻略出来たチームの勝利となる。唯一、初回から15年間続いていた。西村知美が柳沢慎吾、山田花子が石田靖（2000年までは東野幸治の車、2006年は石田の車が山田本人の運転で破損したため、番組の用意した車で対決することとなった）をそれぞれ運転して対決を行う。コースは当初初心者向けの設定だったがその後はチェックポイントで2人に半クラッチ操作を必要とされるMT車両のバス・トラック・消防車・重機などを運転させたりと回を追うごとにエスカレートし、難易度があがっている。終了後には両方ともになんらかの傷、ミラーの損壊がおこっている。今までの勝負は2004年を除き（この年は西村が産休だったため山咲トオルが代行出場した。そのときのナビゲーターは山崎邦正であった）、全て西村の7連勝に終わっている。対決中にどれだけ進行に差があっても、必ず終盤には接戦(※設定)となるのがお約束。
2008年の放送で山田花子 VS スザンヌ&近藤春菜で行われた。（スザンヌ&近藤の勝利）
2009年ではスザンヌ（ジープ・ラングラー） VS はるな愛（クライスラー・300）でこの年から車輌はヤナセグローバルモーターズから借りる事になり、敗者は修理代をナビゲーターと折半して支払わなければならない。
2010年・2011年はスザンヌ対近藤春菜、2012年は小倉優子対虻川美穂子の対決。2013年の千秋対芹那対決は（後述の）濱口優・出川哲朗の対決と統合され、濱口・出川がナビゲーターとなり、リアクション芸で進める企画も織り交ぜられた。2014年以降は行われていない。
シニアペーパードライバー対決
上記のペーパードライバー対決が好評なため、2005年から新たに登場した対決。輪島功一が青木さやか（2007年はますだおかだの岡田圭右）、うつみ宮土理がふかわりょうの車（2005年と2007年は車の提供およびナビゲーターを山崎邦正が担当。2006年はTIMのゴルゴ松本の愛車のクライスラー・300を借りていた）をそれぞれ運転して対決を行う。その他はペーパードライバー対決とほぼ同じ内容。2007年は山崎の車が運転中に脱輪したため、途中からレンタカーを使う事態になった。2008年は西川きよし夫妻 vs 野々村真夫妻の対決となった（運転したのはヘレン、俊恵であった。結果は後者の勝利）。2009年以降は行われていない。この企画の挿入歌は踊る大捜査線の「Rhythm And Police」の曲が使用されている。
- 黒柳徹子 VS 和田アキ子! 芸能界2大女帝パチンコ対決

こちらも名物企画の一つ。2001年から2017年まで、17年間にわたって行われた。パチンコ初心者の黒柳とパチンコ大好きの和田の対決。ルールは軍資金5000円からのスタート。途中で資金が尽きた場合は2回まで救済システムを受けることが出来、ボールを引いて出たモノマネや顔面ラップキスなどの指令をクリアすれば所定の金額を補充できる。ただし2014年の第14回から若干リニューアルし、それまでの事前に決まっていた金額がクリア度数によってもらえる変わるルールとなった。制限時間1時間で最終的な出玉の多い方が勝利。パチンコ好きの和田だが、2005年までは全て（5年連続）黒柳の完勝に終わっている。それどころか和田は当たりすらほとんど出せない（すなわち「ヒキ」が弱い）という惨敗。近年では対決に向けて和田が特訓しているようではあるもののほとんどその成果は出ていなかったが、2006年、2008年、2009年、2010年、2012年、2014年は和田の勝利となった（特に2008年は圧勝している）。和田曰く「パチンコ会社のCMに出演しているから徹子さんにその座を取られたくない」とか。
最近では和田は当たりやすいが出玉が少ない甘デジ台で堅実に攻め、黒柳は当たれば大きい一発台を選ぶ傾向にある（特に2005年以降は、自身が大ファンな冬のソナタで挑むことが多い）。2011年は双方とも当たりを出せなかったため史上初のサドンデスとして確変状態の台を使い、先に当たりを出した方が勝者というルールで行われた（下記も参照）。2017年は初のチーム制が行われた。アシスタントはタキシード姿の中堅お笑い芸人が毎年担当していた。
- 出川哲朗 VS 濱口優（2003年以前は山崎邦正）ヘタレ対決

芸能界2大ヘタレといわれる2人が今年のヘタレを決定すべく過酷なゲームやクイズに挑む。三本勝負で二敗したほうが今年のヘタレ王に決定する。毎回ド派手な演出がウリであり、特に最終対決では決着後に必ず強制的に爆破が起きる。2011年は2人でタッグを組み、オードリーとの新旧ヘタレ王決定戦を行った。2012年もタッグを組み、ロッチと対決した。
2013年以降は行われず出川・濱口・有野は別対決のメンバーとして出演する形となったが、その後2017年に「絶対にビビらないバスツアー」として出川・濱口に対し志村と所が考案したドッキリをバスツアー形式で各所に仕掛け、1人がビビれば1ポイント・2人ともビビれば2ポイントが付与されるルールでドッキリを考案したMC間でポイントを競う形で行われた。
- 目利き対決（朝日放送制作）

目利きに自信がある芸能人2人がある有名人の豪邸の中で一番価値がありそうなものを探す。持ち寄った品物のうち高かった方にポイント。さらにその品物がその家で一番高価なものであった場合はボーナスポイントがつく。何戦か行いポイントが多い方の勝利。
2017年以降は行われず類似企画として2017年は「世界のお金持ち 豪邸拝見クイズ対決」としてウド鈴木がフィリピンの大富豪であるチャビット・シンソンを訪問したロケ映像から出題されるクイズをスタジオの志村と所が解答しポイントを競い、2018年は最終問題で「女社長宅でお宝目利きクイズ」として志村・所にそれぞれ別の豪邸訪問ロケ映像から一問ずつ四択の価格当て問題を出題。
- 廃品回収対決（2005年及び2007年は廃品ドミノ、2006年は廃品凧揚げ）

- はじめての○○対決（2006年はアイススケート）

- 高級料理対決（食材当て、価格当てなど）（朝日放送制作）

- グルメ対決

主に各地の飲食店を回った数や、ゲストへの料理でのおもてなしで競う企画。
この企画内で得点となる店舗かどうかを確認する際には、プレイヤー「戦う」→店員「お正月」という合言葉が使われるが、2016年「北陸新幹線 名所名物スゴロクの旅」のみ、対象となる店舗・場所かどうかを確認する際には番組ロゴシールが使用された。
2009年は「サインしりとり対決」として林家正蔵・東貴博チームと花田勝・スピードワゴンチームで東京都内の飲食店に飾られた有名人サインの名前でしりとりをつなげた数を競った。
2010年は「新幹線各駅グルメ名店探し対決」として東京駅スタートの安倍麻美・石原良純の東京チームと新大阪駅スタートの遠藤章造・金子貴俊の大阪チームに分かれ番組アンケートによる東海道新幹線各駅周辺の地元で一番人気の飲食店を回った数を競った。
2011年は「限定ラーメンどれだけ食べられるか対決」として内藤大助・アンジャッシュ渡部建チームと桜庭和志・金子貴俊チームでラーメン評論家・石神秀幸選定の東京23区内27軒の人気ラーメン店の限定ラーメンを食べた数を競った。
2012年は2010年と同じく「新幹線各駅グルメ名店探し対決」として新大阪駅スタートの石塚英彦・ドロンズ石本、鹿児島中央駅スタートの阿藤快・ギャル曽根チームで山陽新幹線・九州新幹線各駅周辺の地元で一番人気の飲食店を回った数を競った。
2013年は「石ちゃんのサインがある店を探せ対決」として札幌の佐々木健介・北斗晶チームと福岡のウド鈴木・矢口真里チームで石塚英彦のサインもしくは写真が飾られている飲食店を回った数を競った。
2014年は「東北新幹線旨いものスゴロク」として出川哲朗・コカドケンタロウ・生駒里奈のチーム出川と濱口優・押切もえ・具志堅用高のチーム濱口で東京駅からスタートし双六形式で上野駅・大宮駅を除いた小山駅から新青森駅までの間でサイコロの出た目で出た東北新幹線の各駅へ行き、その周辺の番組アンケートによる駅周辺の地元で一番人気の飲食店に立ち寄って再びサイコロを振りを繰り返し、立ち寄った店舗数に関わらずどちらのチームが早く終点の新青森駅にたどり着けるかを競った。
2015・16年は「芸能界2大グルメ通 豪華芸能人おもてなし対決」として、食通芸人の勝俣州和と渡部建が豪華ゲストをゲストのリクエストに沿って選択したおすすめの店でもてなし、より満足させたゲストの数を競った。
2016年は「北陸新幹線 名所名物スゴロクの旅」として出川哲朗・コカドケンタロウ・生駒里奈のチーム出川と濱口優・榊原郁恵・小宮浩信（三四郎）のチーム濱口で長野駅から金沢駅までサイコロを振って出た目の数（サイコロの目は1が3つ、2が2つ、3が1つ）だけ北陸新幹線で進む形式で、停まった駅では有野晋哉が考案した駅周辺のグルメや名所に関するミッションに挑戦する。クリアしないと次のサイコロを振れない。終点の金沢駅では両チーム共通の最終ミッションがあり、先にクリアしたチームを競った。
2017年は「志村組 VS TEAM所 おもてなし料理対決」として、総額100万円の高級食材をミニゲームで争奪し各チームが獲得した食材を用いおもてなし料理をゲストに振る舞いおいしかった方が勝利するルールとなった。
- 大東京ビフォー&アフター対決

東京都内の昔の街頭写真と地名5つずつのリストを手掛かりに昔の写真がどこで撮られたかを推理し、同じアングルで現在の風景を撮影し探し当てた数を競う。通常は乗用車で移動するが、2015年及び2016年はそれぞれ10か所の場所から抽選で選ばれた場所へ路線バスを借りきって移動した。
2017年は「バック・トゥ・ザ・東京対決」として、1926年から2016年までの90年間の西暦年ボールとそれ以前の年代が出るスペシャル問題のボールが入れられた箱からボールを一つ引き、引いた年にまつわる問題の場所を推理し同じ場所へ路線バスを借りきって移動した。前年までの街頭の古写真に加え、新聞記事やニュース映像や漫画等からも出題された。その後2018年・2019年は行われず、2020年には類似企画としてカンニング竹山が「街の風景」テーマVTRの一部として六本木ヒルズ周辺にて3か所の古い街頭写真を用いて現在の風景を探すロケを行い、後継の「おしょうバズTV」にも引き継がれた。
- 最終決戦!!キャプテン直接対決!!志村けん VS 所ジョージ 恐怖の大福ロシアンルーレット

毎年恒例のラストゲーム。キャプテンの志村と所が一騎討ちで数多くの大福の中から交互に一つずつ大福を食し、1個のみのアンコ入りを当てれば勝利。それ以外には超刺激的な具が入っている。これまでの傾向とスタッフの心理を読み更に駆け引きまで加え勝負にこだわる所、惑わされず自分の勘を信じて決める志村と選び方は対照的だった。2011年と2013年では志村が一発で当たりを引き当てた。2014年は10年以上固定だった4×4の並びと個数が変更になり、13個を三重円状（中央から1個・3個・9個）に並べた結果、両者ともに最後まで当たりを引き当てられず、番組史上初の引き分けとなり豪華鍋料理はキャプテン以外全員が獲得できた。2015年以降は14個（中央から1個・4個・9個）に再変更。
アンコが出た時点でも大福が残っていた場合は、ゲストも非常に不味い物が入った大福を食べさせられることがあり、特に出川哲朗は2009年から2013年にかけ5年連続でタガメを引き当てた。2016年を最後に消滅、通算成績は志村が11勝・所が6勝・引き分けが1回。

### 2018年 - 2020年
- 昭和から平成 常識ランキング
  - 番組が選んだ昭和・平成時代に存在した現代では見られない慣習の映像を若者に見せ最も驚いた物を選んでもらい、若者の感想コメントや資料映像を交えながら最も驚いた物の選定回数の多さによるランキング形式で紹介する。
- 往年の名選手は今何キロ出せる?/今でもホームラン打てる?クイズ
  - プロ野球OB数名をゲストに迎え、投手の場合は規定球速の達成・打者の場合はホームランの成否を検証するVTR企画。スタジオで各チームが成功人数を予想する。2018年に「何キロ出せる」として岡島秀樹・門倉健・岩本勉・佐野慈紀・宮本和知、その後「ホームラン打てる」として2019年にデーブ大久保・G.G.佐藤・山崎武司・鈴木健・川口憲史、2020年に清水隆行・岩村明憲・初芝清・桧山進次郎・中村紀洋が挑戦した。
- クイズタイムスリップ
  - 「頭の中をタイムスリップさせて考えないと正解出来ない」クイズとして、時代によって正解の違う問題を出題する番組終盤で行われるクイズ。まずタイムスリップする年代が提示されその後問題文を出題し、ヒントとして現在の正答が答えではないと発した後タイムスリップ年代での正解を正答とする。

## 出演者

### 司会
- 志村けん（ザ・ドリフターズ） -「志村組」リーダー
- 所ジョージ - 「TEAM所」リーダー

### リポーター
- 大熊英司（テレビ朝日アナウンサー、当時）
- 松井康真（同上、当時）
- 勝田和宏（同上、当時）
- 浦川泰幸（朝日放送アナウンサー）
- 清水次郎（同上、当時）

### ナレーション
- 佐藤賢治
- 難波圭一（ペーパードライバー対決）
- 片桐仁（2019年）

### ゲスト
1999年から2005年まで
- 志村組 - 久本雅美、城島茂、優香、釈由美子、中山エミリ、MEGUMI、若槻千夏、山本梓、熊田曜子 他
- TEAM所 - さまぁ〜ず、ココリコ、雨上がり決死隊、乙葉、藤崎奈々子、眞鍋かをり、あびる優、和希沙也 他

2006年
- 志村組 - 石川亜沙美、山口もえ
- TEAM所 - インリン・オブ・ジョイトイ、安めぐみ
- 進行 - 武内絵美（テレビ朝日アナウンサー）
- リポーター - 大熊英司・松井康真（共にテレビ朝日アナウンサー）、浦川泰幸（朝日放送アナウンサー）

2007年
- 志村組 - 小泉孝太郎、中山エミリ、山崎邦正、大沢あかね、安田美沙子
- TEAM所 - 関根勤、小池栄子、和希沙也、中川翔子、夏川純
- 進行 - 野村真季（テレビ朝日アナウンサー）
- リポーター - 勝田和宏（テレビ朝日アナウンサー）、清水次郎（朝日放送アナウンサー）ほか

2008年
- 志村組 - 小泉孝太郎、MEGUMI、時東ぁみ、小出由華
- TEAM所 - 関根勤、土田晃之、柳原可奈子、福田沙紀
- 進行 - 前田有紀（テレビ朝日アナウンサー）

2009年
- 志村組 - 小泉孝太郎、ベッキー、勝俣州和
- TEAM所 - 関根勤、片瀬那奈、千原ジュニア（千原兄弟）
- 進行 - 大木優紀（テレビ朝日アナウンサー）

2010年
- 志村組 - 遠藤章造（ココリコ）、小泉孝太郎、MEGUMI
- TEAM所 - 関根勤、えなりかずき、森泉
- 進行 - 大木優紀（テレビ朝日アナウンサー）

2011年
- 志村組 - 高畑淳子、勝俣州和、矢口真里
- TEAM所 - 関根勤、はるな愛、JOY
- 進行 - 前田有紀（テレビ朝日アナウンサー）

2012年
- 志村組 - 榊原郁恵、バナナマン（設楽統・日村勇紀）、トリンドル玲奈
- TEAM所 - 関根勤、矢口真里、ロッチ（コカドケンタロウ・中岡創一）
- 進行 - 前田有紀（テレビ朝日アナウンサー）

2013年
- 志村組 - 榊原郁恵、バナナマン、菜々緒
- TEAM所 - 関根勤、柳原可奈子、潮田玲子、オリエンタルラジオ（中田敦彦・藤森慎吾）
- 進行 - 前田有紀（テレビ朝日アナウンサー）

2014年
- 志村組 - 榊原郁恵、皆藤愛子、バナナマン
- TEAM所  - アンジャッシュ（渡部建・児嶋一哉）、ローラ、指原莉乃（HKT48）、勝俣州和
- 進行 - 久冨慶子（テレビ朝日アナウンサー）

2015年
- 志村組 - 榊原郁恵、前田敦子、バナナマン
- TEAM所 - おぎやはぎ（小木博明・矢作兼）、ローラ、杉山愛、関根勤
- 進行 - 久冨慶子（テレビ朝日アナウンサー）

2016年
- 志村組 - 榊原郁恵、桐谷美玲、バナナマン
- TEAM所 - 小堺一機、ローラ、佐藤栞里、千原ジュニア（千原兄弟）
- 進行 - 森葉子（テレビ朝日アナウンサー）

2017年
- 志村組 - 勝俣州和、榊原郁恵、篠原信一、足立梨花、平野ノラ
- TEAM所 - 千原ジュニア（千原兄弟）、前田敦子、関根勤、安藤美姫、遼河はるひ、真壁刀義
- 進行 - 清水俊輔（テレビ朝日アナウンサー）

2018年
- 志村組 - 大地真央、榊原郁恵、中越典子、桐谷美玲、吉村崇、夏菜、岡田結実
- TEAM所 - 森昌子、勝俣州和、ホラン千秋、広瀬アリス、春日俊彰、カズレーザー
- 進行 - 弘中綾香（テレビ朝日アナウンサー）

2019年
- 志村組 - 榊原郁恵、夏菜、小峠英二
- TEAM所 - 田中美佐子、岡田結実、吉村崇
- 進行 - 弘中綾香（テレビ朝日アナウンサー）

2020年
- 志村組 - 井森美幸、夏菜、児嶋一哉
- TEAM所 - 高橋ひとみ、岡田結実、吉村崇
- 進行 - 弘中綾香（テレビ朝日アナウンサー）

## 主なスタッフ

### 2020年時点
- 構成：伊藤正宏（2001年 - ）、町山広美、樅野太紀（町山・樅野→2018年 - ）、矢野了平（2017年 - ）、日髙大介、亀津雄介、鈴木工務店（鈴木→2008年 - ）、木村仁、松本智子、須毛原淳（日高・木村 - 須毛原→2019年 - ）
- TM：福元昭彦（テレビ朝日、2015年 - 、2000年、2004年、2006年 - 2008年、2011年はTD、2009年はカメラ）
- TD：時田将光（2019年 - 、2018年はカメラ）
- カメラ：廣瀬義幸（2019年 - ）
- VE：細谷公助（2020年）
- VTR：林航太郎（2020年）
- 音声：高橋英史（2019年 - ）
- 照明：小倉康裕（テレテック、2012年、2013年、2016年、2017年、2019年 - ）
- TK：安達真理（2018年、2020年）
- 美術・デザイン：森永牧子（2019年 - 、2001年は美術、2005年はデザイン）
- 美術進行：清水基恵（2016年 - ）
- 大道具：高子昌樹（2003年、2008年、2010年 - 2014年、2016年、2017年、2019年 - ）
- 小道具：塚谷将朗（2004年、2006年、2007年、2010年 - 2014年、2016年、2017年、2019年 - ）
- 電飾：黒野堅太郎（2005年 - 2008年、2011年、2012年、2018年、2019年 - 、一時ケンタロウ名義）
- 装飾：武村沙織（2016年、2017年、2019年 - ）
- 美術協力：tv asahi create（以前は協力）
- 編集：中村哲夫、佐竹みゆき（共に2020年）
- 音効：中島栄治（2017年 - ）
- MA：大形省一、出蔵孝裕（共に2020年）
- 編成：小谷知輝、佐野圭紘、鈴鹿相哉（2020年、小谷・佐野→テレビ朝日、鈴鹿→ABCテレビ、小谷→2018年は美術・デザイン）
- 宣伝：高橋夏子（テレビ朝日、2011年 - 2017年、2019年 - 、一時離脱→復帰）、高橋寿英（ABCテレビ、2014年 - ）
- 技術協力：テイクシステムズ、TSP（以前は協力）
- 制作協力：エスピーボーン（2018年 - ）、GUTS（2009年 - ）、tcj（2019年 - ）
- AD：近藤真帆、浅野洋司、早川翔夏、松田悠、星啓大、鵜飼和也、大竹杏奈、藤田剛、鈴木佑京、村田修平、西田侑平、尾崎和哉（近藤・尾崎→2019年 - 、浅野 - 西田→2020年）
- AP：反り目尚美（2018年 - ）、山脇達雄（2020年）、廣中ゆかり（2018年、2020年）
- ディレクター：田中匡史、真木大輔、池上健介、長谷川嘉紀、藤尾圭祐、山本詞織、渡井祐貴、森部裕治郎、渡邊淳子、野村哲史、佐藤一輝、田中友洋、水上雄一朗、松尾雄輔（野村→2012年 - 2014年、2016年、2017年、2019年 - 、田中匡・佐藤・長谷川→2018年 - 、森部→2018年、2020年、田中・松尾→2019年 - 、真木・池上・藤尾 - 渡井、渡邊・水上→2020年、水上→2019年はADで雄一郎名義）
- 演出：長沼昭悟、長久弦（長沼→2020年、長久→2019年 - 、2009年、2010年、2012年 - 2014年、2017年はディレクター→一時離脱）
- 総合演出：増田哲英（テレビ朝日、2018年 - 、2010年はD・2012年 - 2016年はCD→一時離脱）
- プロデューサー：山内智未（テレビ朝日、2018年 - 、2006年はAD）、山下浩司（ABCテレビ、2019年 - 、2010年はD）、上野洋輔（テレビ朝日、2020年、2018年、2019年はAP）、白石和也（ABCテレビ、2020年）、徳江長政、安西義裕（共に2018年 - ）
- ゼネラルプロデューサー：荒井祥之（テレビ朝日、2004年はD、2018年からはGP）
- チーフプロデューサー：森和樹（ABCテレビ、2011年 - 2014年まではP、2015年からはCP）
- 企画協力：イザワオフィス、TV CLUB
- 制作著作：テレビ朝日、朝日放送テレビ[1]

### 過去のスタッフ
- ゼネラルプロデューサー：テレビ朝日 高橋良行（2002年はD、2003年 - 2008年はCD、2009年はP、2010年はGP）、藤井智久（2000年はD、2001年、2002年はCD、2003年 - 2007年はP、2008年、2009年はCP、2010年 - 2014年はGP）、畔柳吉彦（2015年、2016年）、山下浩司（2017年）
- チーフプロデューサー：テレビ朝日 杉村全陽（2000年）、板橋順二（2000,2001年はP、2002-2007年）、朝日放送 岩田潤（2000年、2002年はP、2001年はCD、2003年 - 2008年はCP）、吉川知仁（2000年はD、2004年 - 2006年はCD、2007年、2008年はP、2009年 - 2014年はCP）
- プロデューサー：テレビ朝日 山本隆司（2000年 - 2009年）、松野良紀（2010年は編成・2011年からはP）、鈴木忠親（2002年 - 2007年はAP、2008年 - 2013年はP）、冨澤有人（2013年はAP、2014年 - 2015年はP）、高橋正輝（2011年 - 2015年までは編成、2016年はP）、引地夏規（2017年）、朝日放送 山村啓介（2001年）、市川寿憲（2003年、2000年 - 2002年はCP）、伊藤拓哉（2006年、2008年、2004年はD、2007年はCD）、井口毅、西尾理志（共に2009年、2010年）、芝聡（2017年、2009年はD、2012年はCD）、新名幹大（2014年、2015年）、植田貴之（2018年）、本居幸治（当時NCV、2000年、2001年）、栗林堅太郎（当時NCV、2000年）、菊池貴也（K-max、2018年）、伊織秀二、青田和大（共に2019年）
- プロデューサー・チーフディレクター：松本能幸（テレビ朝日、2017年）
- チーフディレクター：テレビ朝日 小田隆一郎（2009年）、堀池勝法（2010年）、朝日放送 奈良井正巳（2002年、2003年、2001年はD）、小城修哉（2008年、2005年はD）、朝比茂信（2010年）、樋笠りえ（2011年）、桒山哲治（2013年）、小川鉄平（2014年）、佐々木匡哉（2006年はD 、2009年、2015年はCD）、頼誠司（フリー、2011年、2012年）、下村泰之（ユーコム、2016年）、奥田隆英（リップル、2017年）
- 演出：板垣忠彦（K-max、2018年、2012年 - 2014年はディレクター→一時離脱）、中原芳（2018年、2019年）
- ディレクター：林田竜一（当時NCV、2000年 - 2002年）、岩本浩一（2000年）、松岡浩（2000年）、岩橋正憲（2000年）、石川綾一（当時朝日放送、2002年）、小林良樹（2002年）、木山亨（テレビ朝日、2003年）、長澤剛史（テレビ朝日、2003年）、上野晴弘（朝日放送、2003年）、栄永英幸（2003年）、森田浩（2003年）、利川祥隆（テレビ朝日、2004年 - 2007年、2003年はAD）、斉藤由和（2004年、2002年はロケD）、金澤美保（テレビ朝日、2004年、2005年、2007年、2006年はロケD）、梶原英明（朝日放送、2007年）、船引貴史（テレビ朝日、2007年、2006年はロケD）、奥村篤人（テレビ朝日、2008年）、矢野政臣（朝日放送、2008年）、長尾真（K-max、2009年 - 2011年）、横山健一（2009年）、内田拓志（hu、2009年、2011年 - 2017年、2006年 - 2008年はロケD）、日置圭信（エックスワン、2009年 - 2012年、2003年 - 2008年はロケD）、前川善郎（U-FIELD、2009年）、内田雅行（2010年）、岡宗秀吾（2010年、2011年、2006年 - 2008年はロケD）、鈴木隆浩（LOGIC、2010年）、寺野慎一郎（acro、2010年）、武田治、加藤昌義（共に2011年）、三好剛、大塚真史（共にIVSテレビ制作、2011年）、松本博樹（2011年、2012年）、藤野義明（ばんぺいゆ、2012年）、坂本健一郎（K-max、2012年）、池田哲也、前田知秀、成田千明、太田智、広江孝吉（共に2012年）、鷹中亮介（K-max、2012年、2013年）、宮澤拓郎（hu、2012年、2013年）、木原猛、近藤創（共にK-max、2013年）、広瀬陽一（ピコパンチ、2013年 - 2017年）、早川多祐（GUTS、2013年、2015年 - 2019年）、北嶋浩久（LOGIC、2014年 - 2016年）、太田和騎（hu、2014年）、牛嶋創一（2014年）、島袋みさと、村井伸一（共に2014年 - 2016年）、佐藤英輔（K-max、2014年）、伊藤雄太、吉住理（共に2015年）、塚田正道（K-max、2014年、2015年）、鑓(鎗)野貴生（K-max、2014年 - 2017年）、及川洋介（2016年）、佐々部龍太（K-max、2016年）、倉田敬之、西岡正純（共に2017年）、石原圭佑、落合陽介（共にユーコム、2017年）、田頭悟、松岡信行、浅野有紀、小川剛、武石一也、古賀謙一、高木裕太、大石橋健太（共に2018年）、碧山莉那（K-max、2018年）、田中久義（2018年、2019年）、田中惇、吉江智宏、木俣翔太、閑和明、大沢朗、青山敏雄、佐藤啓（田中惇以降→2019年）
- ロケディレクター：竹谷和樹（2001年、2000年はD）、木部勇一（きべ事務所、2001年 - 2006年、2000年はD）、香坂裕司(次)（2001年、2002年、2007年、2003年はD）、真中博司（2001年 - 2003年）、荒木由美子（2001年）、狩野英一（2002年）、平出淳（2002年）、小倉宣勇（D組プロジェクト、2004年）、三木敬文（2005年）、西岡孝之（ブリッジ、2005年、2007年）、海野裕二（当時TV-SION、2005年）、尾櫃秀樹（2006年）、堀内裕二（テレビ朝日、2007年、2008年、2003年、2004年はAD）、さいとうみゆき、菅沼修平（共に2007年）、中田三浩（b-DASH、2008年）、飯島冬貴（K-max、2008年）、大澤康二（2008年）
- アシスタントディレクター：藤城剛（テレビ朝日、2001年）、大谷今日子、廣川雅信（共に2001年）、栖原啓明（2002年）、山本和仁（テレビ朝日、2002年）、宮本博行（テレビ朝日、2003年）、奥山明宏、中西正太（共に2004年）、服部陽一（テレビ朝日、2004年 - 2007年）、倉島章二（テレビ朝日、2005年）、佐野敬信（2007年）、蔵原聖二郎（テレビ朝日、2010年）、三田宗一（2010年）、鈴木孝貴（2011年）、近藤正紀（テレビ朝日、2011年、2012年）、松尾竜二、林太郎、加瀬由美（松尾 - 加瀬→2012年）、江藤博文（2013年）、寺島功毅（テレビ朝日、2013年、2014年）、堀雅哉（2014年、2016年）、小松隼人（テレビ朝日、2015年、2016年）、平賀知博（2015年）、熊谷和也（2016年、2017年）、佐々木宏之（2017年）、木曾真菜美、丸谷敬典、佐藤亮太（木曾 - 佐藤→2018年）、岩上武司、酒井僚、権田祐輔（2019年）
- アシスタントプロデューサー：小島美佳（onair、2002年）、渡辺裕美（2010年）、三藤豊（2012年）、西野絵理香（2014年 - 2016年）、岩崎美和子（2016年）、庄中美貴、市川徹也、植岡耕一、勝部愛（植岡・勝部→テレビ朝日）、関本薫子（植岡 - 関本→2017年）、田村奈津季、出浦寿恵（田村 - 出浦→2018年）
- 制作進行：鈴木伸二（2001年）
- デスク：中川千波（2001年 - 2013年）、小林裕美子（2014年 - 2016年）、佐藤まゆみ（2017年）
- TK：藤本めぐみ（2000年、2005年）、丸山和子（2001年 - 2005年）、吉条雅美（2006年 - 2016年）、草野麻里（2017年）、池田真梨絵（2019年）
- 編成：テレビ朝日 宮田奈苗（2009年）、遠藤華子（2010年）、吉村周（2014年）、大沢解都（2016年）、大松宏樹（2017年）、瀧川恵（2018年）、田中真由子（2019年）、朝日放送 幾野美穂（2009年）、石橋義史（2010年 - 2013年、2018年、2019年）、園部充（2014年、2015年）、佐々木真司（2016年、2017年）
- 広報：テレビ朝日 豊島晶子（2001年）、岩間斉（2002年）、飯田葵（2003年）、遠藤加奈子（2004年）、箕田夕佳（2005年 - 2007年）、井上裕子（2009年、2010年）、朝日放送 渡邉亜希子（2006年）、秋枝千絵（2009年、2010年）
- 宣伝：テレビ朝日 堀場綾技子（2018年）、朝日放送 岡崎由記（2011年）、岸本拓磨（2012年、2013年）
- 構成：三木敦（2000年）、大田一水、豊田俊一（共に2000年、2001年）、渡辺真也（2001年 - 2004年、2006年）、たちばなひとなり（2002年）、荒木三太郎（2003年）、西田哲也（2003年）、岩本哲也（2003年 - 2006年、2008年 - 2016年）、増山実（2004年）、町田裕章（2005年 - 2016年）、太平カンフー（2005年 - 2007年）、興津豪乃（2008年 - 2017年）、そーたに（2009年 - 2016年）、久保貴義（2011年）、鹿谷忠弘、山形遼介（鹿谷・山形→2017年）、谷口マサヒト、佐藤俊明、コバヤシマナブ（谷口 - コバヤシ→2018年）、工藤ひろこ（2018年、2019年）、板倉輝（2019年）
- スタジオ技術（2001年）：内野盛和（2001年）
- TM：大島秀一（テレビ朝日、2012年 - 2014年、2006年、2007年はカメラ）
- TD：伊藤博（テレビ朝日、2002年、2003年）、小林俊明（テレビ朝日、2005年）、栗林克夫（テイクシステムズ、2009年、2010年、2012年、2013年）、平野友章（テイクシステムズ、2014年、2016年 - 2018年）
- カメラ：有泉重正（テレビ朝日、2000年、2008年）、説田比登志（テレビ朝日、2001年）、高橋政博（テレビ朝日、2002年）、夏目新（テレビ朝日、2003年、2005年）、山本信之（2004年）、浅香雅夫（2010年）、桝本茂雄（2011年）、山口崇（テイクシステムズ、2012年 - 2014年、2016年）、石黒康一（テレビ朝日、2017年）
- VE：井上貴史（テレビ朝日、2000年、2001年）、岡田大輔（テレビ朝日、2002年）、小田切泰造（2003年）、堀渕惣一郎（テレビ朝日、2004年）、重岡恵吾（テレビ朝日、2005年）、井上亮（テレビ朝日、2006年）、佐藤敦（テレビ朝日、2007年）、高田智子（テレビ朝日、2008年、2009年）、阿部勝利（テイクシステムズ、2010年）、斉藤竜也（テイクシステムズ、2011年）、松田祐児（テレビ朝日、2012年）、金岩信悟（2016年）、菅原将（2017年）、木島洋（2018年）、駒井譲（テイクシステムズ、2019年）
- VTR：時見正和（テイクシステムズ、2018年、2013年、2014年はVE）、橋本潤（2019年）
- 音声：朱牟田真吾（テレビ朝日、2000年）、長谷川泰裕（2001年）、爲田あかね（テレビ朝日、2002年、2004年、2005年）、深津友裕（テレビ朝日、2003年）、胡桃澤啓司（テレビ朝日、2006年）、江尻和茂（テレビ朝日、2007年、2008年）、清水美都子（テレビ朝日、2009年）、古寺智和（2010年、2011年）、内野陽介（2012年）、藤原賢治（テイクシステムズ、2013年、2014年）、林田群士（テイクシステムズ、2016年）、加藤翠（2017年）、猪俣晃（テイクシステムズ、2018年）
- 照明：高見光平（テレビ朝日、2000年、2001年、2003年、2004年）、中根鉄弥（当時テレビ朝日→テレテック、2002年）、高橋孝男（テレビ朝日、2005年 - 2010年）、山口由美（2011年）、渡辺英明（テレテック、2014年）、石井久友（テレテック、2018年）
- PA（2001年）：田村智宏（2001年）
- クレーン（2007年）：川上智（2007年）
- 美術：井磧伸介（2000年、2008年、2010年 - 2017年、2006年はデザイン）、金原典代（2012年 - 2017年、2000年 - 2008年、2010年、2011年は美術進行）
- デザイン：石井哲也（2002年）、北原國彦（2003年、2004年、2000年、2001年は美術）、小山晃弘（2005年、2008年）、小林尚弘（2006年、2008年）、宇家譲二（2007年）、近藤千春（2010年、2017年）、福田亜矢子（2011年）、濱野恭平（2012年）、吉岡理人（2013年）、飛田幸（2014年）、山下高広（2016年、2017年）
- 美術進行：高橋徹（2002年 - 2004年）、廣澤陽子（2012年 - 2014年、2016年）、吉居真夏（2012年）
- 大道具：森永伸一（2001年、2002年）、小塚信人（2004年、2005年）、小山竜太（2006年）、梅澤宏（2007年）、吉村宏嗣（2018年）
- 小道具：橋本浩一（2001年）、長谷川剛（2002年、2003年、2008年）、益子直正（2005年）、加藤美祐（2018年）
- 電飾：青羽亮（2001年）、八木沢市郎（2002年、2003年）、橋口善徳（2004年）、対馬淳一（2010年）、千田徹哉（2013年、2014年）、大久保敦也（2016年）、佐久間森（2017年）
- 装飾：茶夏美（2014年）
- オブジェ：橋本由子（2002年 - 2006年、2001年は装飾兼務）、前西原亜土（2008年 - 2010年）
- 生花オブジェ（2007年）：瀬沼泉（2007年）
- タイトル：宍戸淳一（2001年、2002年、2004年）、藤澤美文（2003年）
- フードコーディネーター：江ノ島サザエ、日本花子（共に2001年）、結城摂子（2002年 - 2017年）
- 音効：中山孝継（2000年、2001年）、山名清久（2001年、2003年）、谷内田久貴（2001年 - 2005年）、井上竜一（2002年）、水口隆夫（2003年）、有坂香（2004年 - 2007年）、栗田勇児（2004年、2006年 - 2014年、2016年）、竹内陽（2005年 - 2007年）、片山由理（2008年 - 2011年、2013年、2014年、2016年）、小関孝宏（2008年 - 2010年、2012年）、富田康（2011年）、川口匡暁（2012年）、鈴木路子（2013年、2014年）、中平隼人（2014年）、吉田達朗、大峡邦彦（共に2016年）、梅澤駿、鈴木佑太（共に2017年）
- 編集：長谷川一彦（2000年）、上梶拓也（2001年 - 2003年、2005年 - 2007年）、伊藤英二（2001年、2002年、2004年）、本郷孝之（2004年）、片田真（2005年）、遠藤貴（2006年）、奈良直樹（2007年）、伊藤宏治（2008年、2012年）、小野坂智（2009年、2011年、2013年、2014年、2016年）、村上朗仁（2010年）、水田峻介（2016年）、高橋将和、堀内雄大（共に2017年）、照沼健太（2018年）、田代陸（2019年）
- MA：浜田豊（2000年）、長谷川健次（2001年 - 2008年）、松田直起（2009年、2010年）、森祥一（2011年、2012年）、宝月健（2013年）、阿部哲也（2014年、2016年）、中野亮一（2017年）、志村武浩（2018年、2019年）
- 技術協力：共立ライティング、ビデオパックニッポン（ビデオ→2014年は協力）、モールード（2015年）、fmt（fm→2018年、2017年はロケ技術）
- ロケ技術：VIC、GPA、LOOP、澤井映像、エキスプレス（共に2001年）、スウィッシュ・ジャパン（2001-2017年）、テクノマックス（2001年、2002年）、NYX、GPA PARIS（共に2002年）、八峯テレビ（八峯→2013年 - 2016年）、Ms PRO（2017年）
- 協力：テレテック（2002年 - 2017年）、学校法人服部学園・服部栄養専門学校（2002年 - 2017年）、佐藤アニマルプロ（2002年）、東宝（2002年）、ポニーキャニオン（2002年）、北宝塚モータース（2004年）、リトルベア（2014-2017年）、東京オフラインセンター（2013年 - 2017年）、IMAGICA（2014年 - 2017年）、朝日新聞社、ABCリブラ、Shutter Stock、銀座SGC（朝日 - 銀座→2017年）、Nouvelle Age（Nou→2018年、2019年）
- 美術協力：fujimak（2017年）
- 制作協力：NCV（2000年）、エックスワン→レジスタx1、きべ事務所（現在：宝塚インターネットテレビ）、No.1s、ブリッジ、マイ・プラン、ディレクターズ・ウェーブ、創輝、vivia、U-FIELD、acro、SION、IVSテレビ制作、オンリー・ワン、エンネットワーク、Ripple、ユーコム、花組、hu、K-max

## その他
- 1999年は生放送で行う予定だったが、志村・所ともに基本的には年末 - 年始は休みのため、VTR収録の形式に落ち着いた。
- 2000年はテレビ朝日開局40周年記念『24時間地球大騒ぎ!!カウントダウン2000』の中で放送され、その合間に世界のカウントダウンの状況を放送した。